# Лаба, Коджо Фо-До
Коджо Фо-До Лаба (фр. Kodjo Fo Doh Laba; 27 января 1992 года, Ломе) — тоголезский футболист, нападающий клуба «Аль-Айн» и сборной Того.

## Карьера

### Клубная
Начинал свою карьеру в местных командах. В 22 года уехал из своей страны в Габон, где провёл два сезона в «Битаме». В сезоне 2015/16 он был выбран лучшим иностранцем Габонской лиги. С 2016 по 2019 год выступал за марокканский клуб Ботолы «Ренессанс».
В июне 2019 года подписал контракт с клубом «Аль-Айн» из ОАЭ.

### В сборной
25 марта 2016 года дебютировал за сборную Того в матче против Туниса. В 2017 году в её составе принял участие в Кубке африканских наций в Габоне.